# Eduardo Sebrango
Eduardo Sebrango est un joueur et entraîneur cubano-canadien de football né le 13 avril 1973 à Sancti Spíritus à Cuba. Buteur emblématique de l'Impact de Montréal et international cubain, il est entraîneur-chef de l'équipe U14 de l'académie de l'Impact de Montréal.

## Biographie
Eduardo Cebranco Rodríguez naît et grandit à Sancti Spíritus à Cuba. Il découvre le football en regardant la Coupe du monde 1986 et les exploits de Maradona. Il débute à 13 ans et intègre le club de football de sa ville, le FC Sancti Spíritus.
Il atteint progressivement le plus haut niveau en club et avec la sélection nationale dont il devient capitaine en 1997. La même année, il épouse à Cuba une canadienne qu'il a rencontré un an plus tôt à Edmonton à l'occasion d'un match contre l'équipe du Canada.

### Équipe nationale
Sebrango est un ancien membre de l'équipe nationale Cubaine. Il participe à la Gold Cup 1998 aux États-Unis où il inscrit un but malgré l'élimination cubaine au premier tour. Il s'installe ensuite à Vancouver dans le pays de sa femme et renonce à sa carrière en sélection.
Il devient par la suite citoyen canadien et son nom devient Sebrango.

### Carrière de joueur professionnel
En 1999, il signe avec les 86ers de Vancouver où il marque 18 buts et enregistre 10 passes décisives. En 2001, Sebrango se retrouve avec les Wildcats de Hershey  pour une saison.
En 2002, Sebrango se joint une première fois à l'Impact de Montréal. À l'issue de sa première saison avec Montréal, il compte 18 buts en 28 matchs et il est nommé sur l'équipe d'Étoiles de la Première division de la USL. En 2004, Sebrango aide l'Impact à remporter le championnat de la Première division de la USL lorsque l'Impact défait les Sounders de Seattle 2-0, le 18 septembre. Pendant la saison régulière, Sebrango inscrit pour 8 buts et distille 3 passes décisives. Au total, il participe à 83 matchs, marquant 36 buts et 6 passes décisives, ce qui le place en seconde position des meilleurs marqueurs de tous les temps du club.
En 2006, Sebrango est échangé aux Whitecaps de Vancouver en échange de Daniel Antoniuk. Avec les Caps, il joue un rôle important dans les séries éliminatoires en marquant un but lors d'une victoire de 2-0 contre le Miami FC. En demi-finale, il marque un but mémorable contre son ancienne équipe, l'Impact de Montréal, que les Caps battent 2-0. Malheureusement, Sebrango est expulsé du match après avoir célébré son but de façon excessive, en retirant son maillot. Il est donc suspendu pour la grande finale. Avec Sebrango sur le banc, son club parvient néanmoins à gagner le championnat de la Première division de la USL, défaisant les Rochester Raging Rhinos sur le score de 3-0. Ceci permet à l'attaquant de remporter son troisième championnat de l'USL, et ceci avec trois clubs différents.
En 2008, Sebrango mène l'attaque des Whitecaps lors de la saison régulière, avec 12 buts et 3 passes décisives, pour 27 points en 29 matchs. Sebrango obtient également deux buts en trois matchs lors du Championnat canadien Nutrilite et deux buts en cinq matchs lors des éliminatoires. Il joue un rôle significatif dans la conquête du second championnat de l'USL des Whitecaps en trois ans.
Le 30 septembre 2008, il est nommé sur l'équipe d'Étoiles de la Première division de l'USL. En novembre 2008, Sebrango resigne un nouveau contrat avec l'Impact de Montréal. À sa première apparition après son retour avec l'Impact, Sebrango marque les deux buts de Montréal contre le club mexicain du Santos Laguna, lors des quarts de finale aller de la Ligue des Champions de la CONCACAF 2008-2009, avec une victoire de 2-0 contre les Guerreros.
Il prend sa retraite sportive à l'issue de la saison 2010, et occupe alors le poste d'entraîneur au sein de l'académie de soccer de l'Impact. Il continue à jouer pour son plaisir en amateur avec le FC l'Assomption. Après un début de saison catastrophique, Sebrango fait son retour sur les terrains le 29 juin 2011 à l'occasion d'un match contre les Puerto Rico Islanders. Il inscrit 6 buts lors de cette demi-saison sans parvenir à qualifier l'Impact pour les playoffs.
Il ne renonce pas à sa carrière de joueur malgré l'accession de l'Impact en MLS en 2012. Après plus d'un mois d'essai et deux stages de préparation au Mexique et en Californie, Sebrango obtient un contrat en MLS à l'âge de 38 ans. Il joue son premier match en MLS le 28 avril 2012 au stade olympique de Montréal face aux Portland Timbers, à l'âge de 39 ans.
Il prend finalement sa retraite de joueur professionnel le 1er novembre 2012 à l'âge de 39 ans. Passionné par le jeu, il retrouve le club semi-professionnel du FC l'Assomption qui depuis son dernier passage a rejoint le championnat semi-professionnel du Québec.

### Carrière d'entraîneur
Après cette dernière saison comme joueur Sebrango devient directeur technique de l'ACP Montréal-Nord, une académie de soccer. Il devient aussi l'adjoint d'Harry Makdessian, l'entraîneur de l'équipe semi-pro de cette organisation pour sa première saison en PLSQ en 2014. La licence de l'équipe n'est pas renouvelé par la ligue à l'issue de cette première et unique saison mais Sebrango rebondit en devenant entraîneur-chef de son ancien club, le FC L'Assomption.
Le 29 août 2016, Sebrango quitte L'Assomption pour retrouver l'académie de l'Impact de Montréal en tant qu'entraîneur-chef de l'équipe U14.

## Palmarès
- Champion de D2 Nord-américaine (USL First Division) : 2000 avec les Rhinos, 2004 avec l'Impact, 2006 et 2008 avec les Whitecaps, et 2009 avec l'Impact
- Élu meilleur joueur du championnat cubain en 1997